# Kandi (Índia)
Kandi és una ciutat i municipalitat del districte de Murshidabad a l'estat de Bengala Occidental, Índia, a 23° 57′ N, 88° 02′ E / 23.95°N,88.03°E. Al cens del 2001 figura amb una població de 50.345 habitants. El 1901 la població era de 12.037. habitants.
Fou residència dels rages de Paikpara i el seu zamindari és anomenat de vegades com Kanti Raj. La família fpou fundada per Ganga Gobind Singh un notable d'origen persa però nascut a Kandi, que va estar al servei de Warren Hastings i va acumular una immensa fortuna que va dedicar a l'erecció de temples i capelles. El seu nom va adquirir fama pel funeral més gran que s'ha fet a Bengala (va costar al seu temps, final del segle XVIII, 20 lakhs) en honor de la seva mare i al que van assistir tots els zamindars i rages de la regió incloent Raja Krishna 
Chandra de Nadia, que era aleshores el primer zamindar de Bengala. L'Hospital Kandi Raj i la Kandi Raj High School recorden a la família; el segon edifici fou construït pel raja al final del segle XVIII com a teatre i posteriorment convertit en escola per Pandit Iswar Chandra Vidyasagar; al costat hi ha el Kandi Raj College.
La municipalitat es va crear el 1869.